# Ligne 183 (chemin de fer slovaque)
Pour les articles homonymes, voir Ligne 183.
La ligne 183 des chemins de fer Slovaque relie Poprad-Tatry
à Štrbské Pleso via Starý Smokovec.

## Liaison
Chemin de fer ordinaire
- Ligne 180 Žilina - Košice à Poprad-Tatry

Ligne TEŽ
- Ligne 184 Starý Smokovec - Tatranská Lomnica

Ligne à crémaillère
- Ligne 182 Štrba - Štrbské Pleso

## Mise en service
- Poprad-Tatry - Starý Smokovec 20 décembre 1908
- Starý Smokovec –  Štrbského Plesa 13 décembre 1912

## Galerie

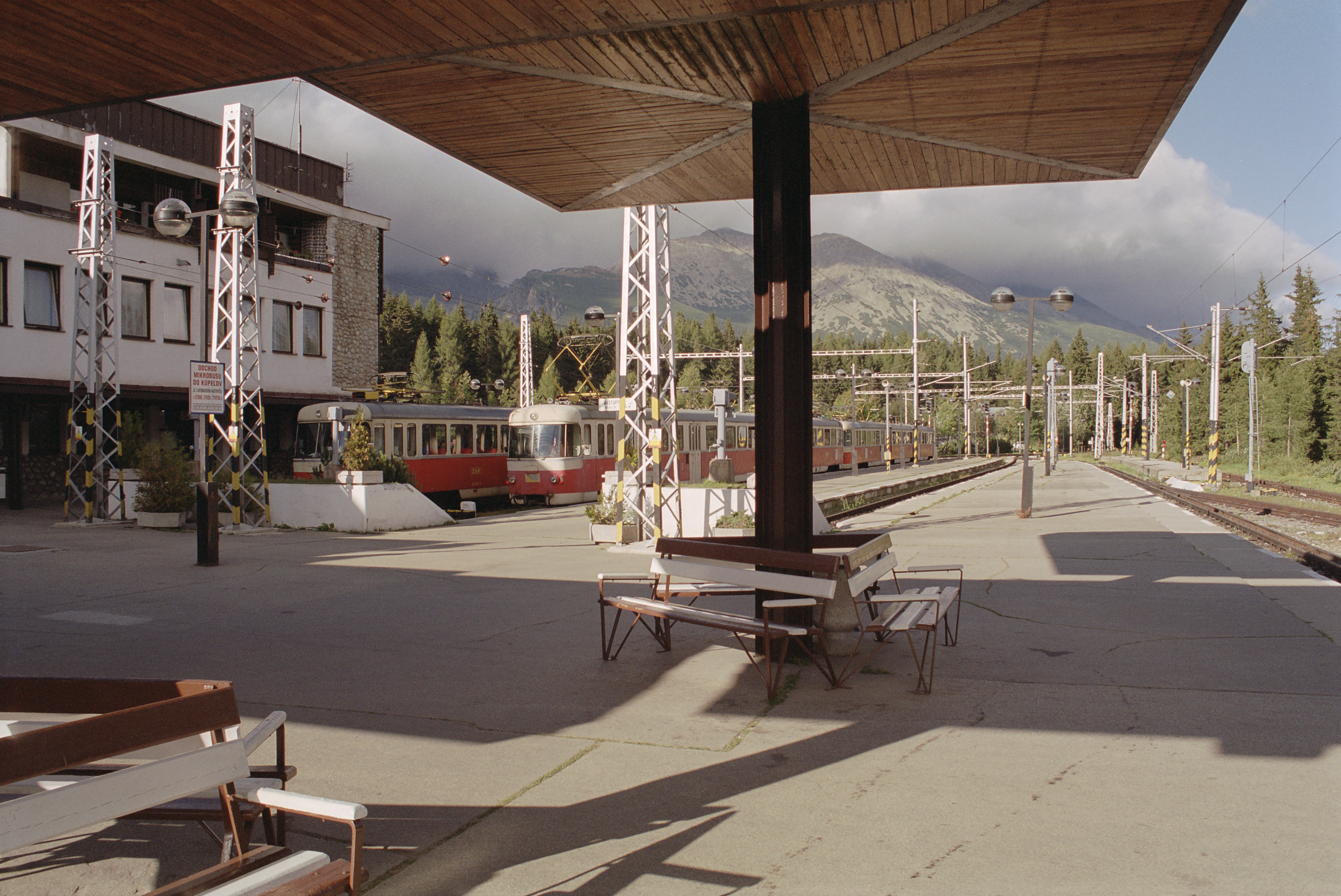
Gare de Štrbské pleso
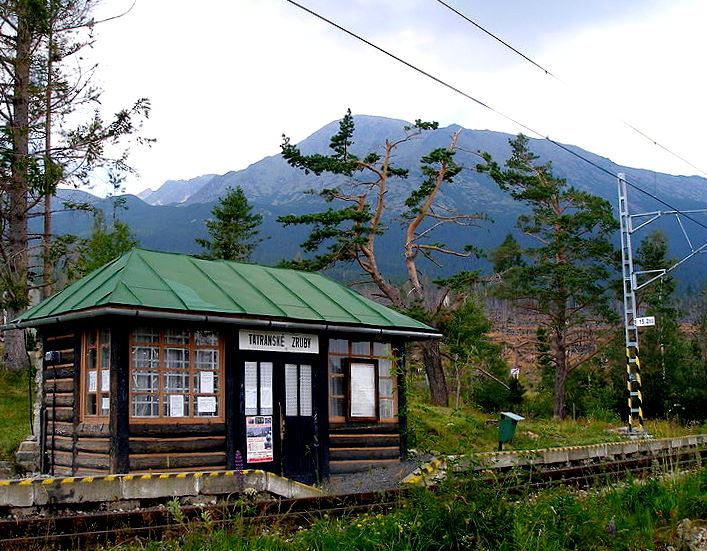
arret Tatranské Zruby
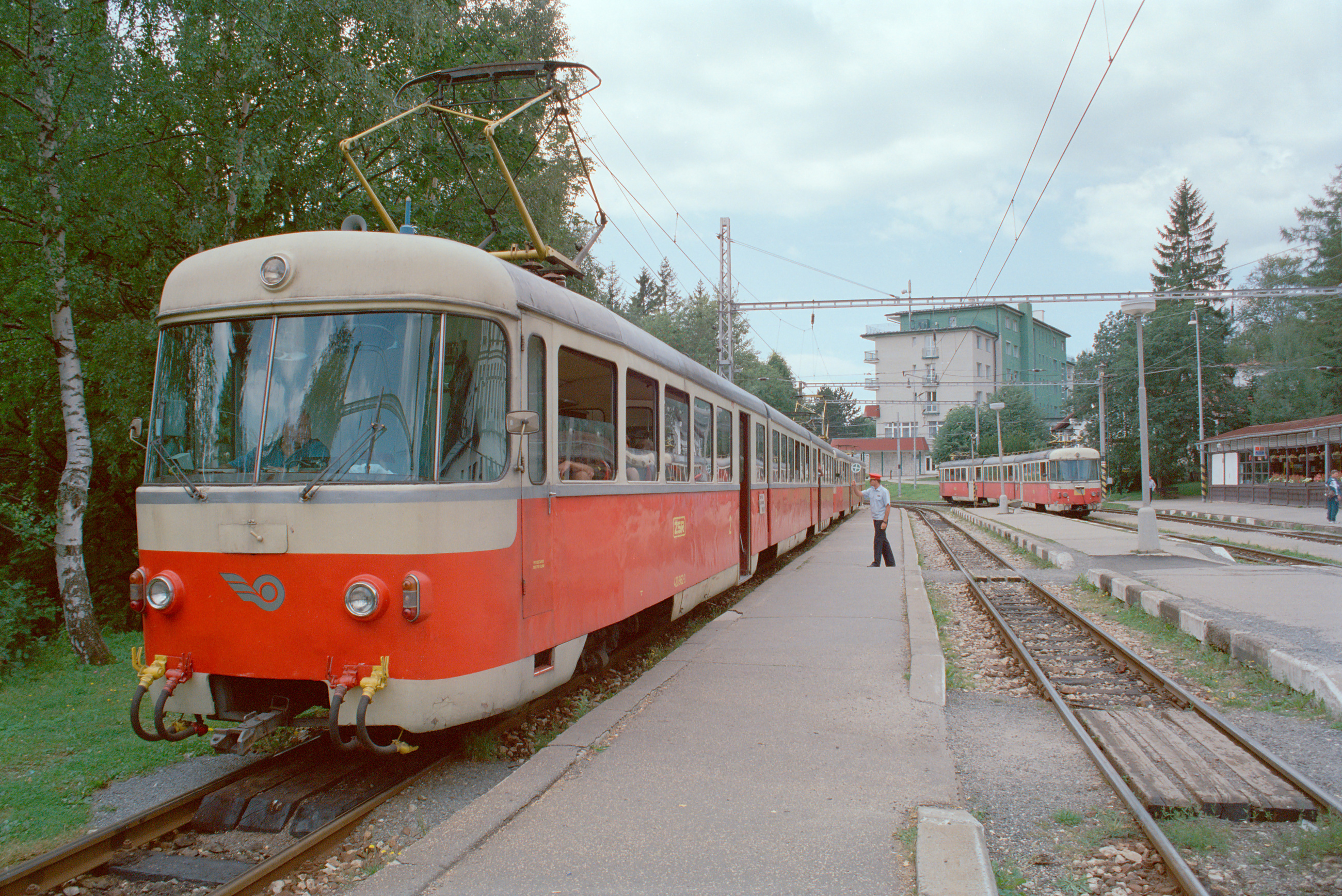
Gare de Starý Smokovec